# Linea Verde (Libano)

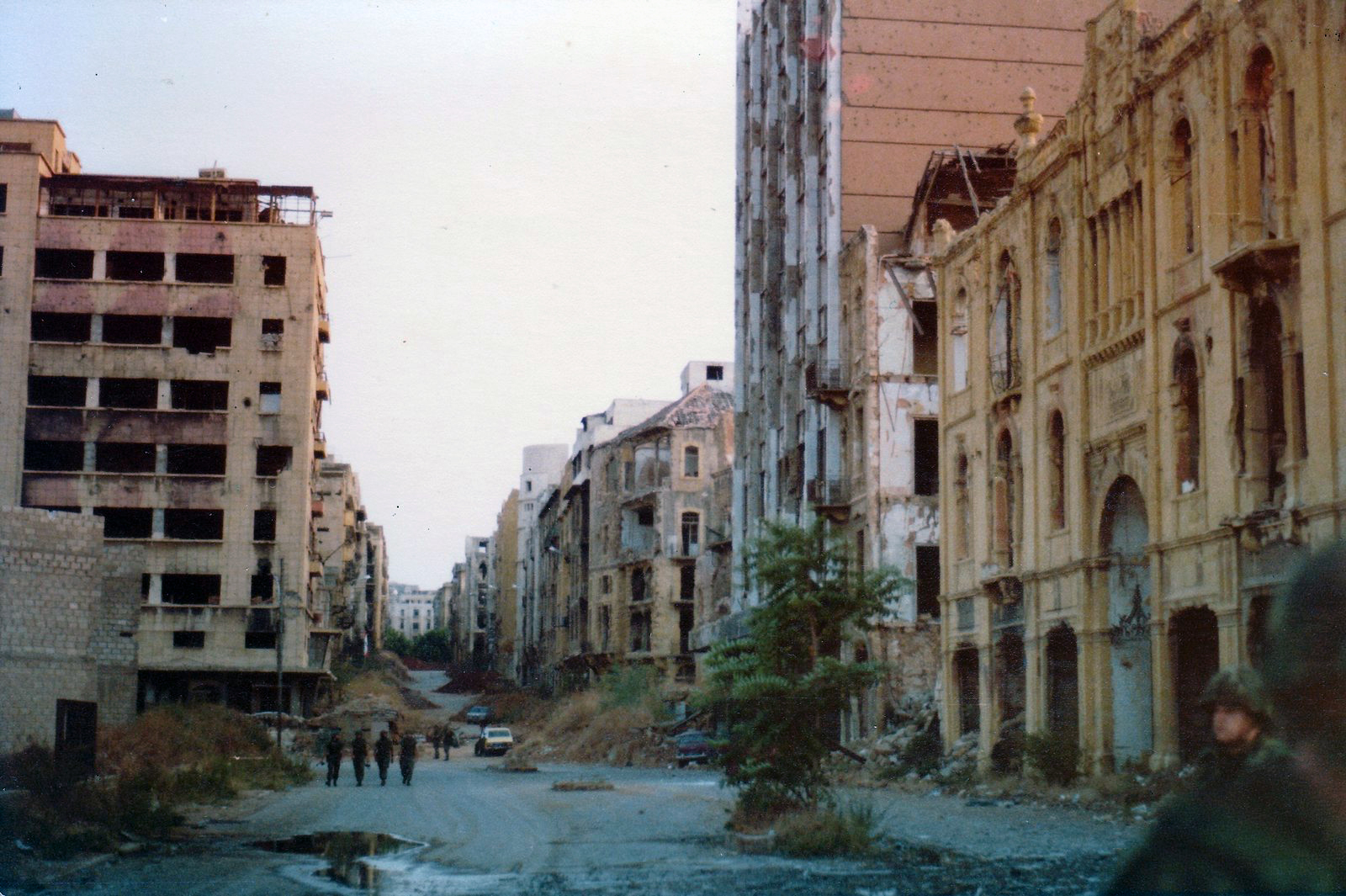
La Linea Verde nel 1982

La Linea Verde è stata una linea di demarcazioni a Beirut durante la Guerra civile del Libano (1975-1990). Essa separava i quartieri musulmani di Beirut-Ovest dai quartieri cristiani di Beirut-Est, da una parte a quella opposta della via di Damasco.
Tale espressione (che alcuni attribuiscono al colore della vegetazione che cresceva prospera lungo la linea), ha invece a che fare con la diffusa simbologia che ha assunto il colore verde, contrapposto al rosso.
La maggioranza degli edifici eretti lungo la Linea fu gravemente danneggiata nel corso della guerra civile, ma al termine del sanguinoso conflitto, essi furono restaurati o ricostruiti.